# Винтон (Виргиния)
Винтон  (англ. Vinton) — город в округе Роанок  в штате Виргиния США. По данным переписи 2020 года, численность населения составляла 8 059 человек.

## Население
| 2010 | 2020  |
| ---- | ----- |
| 8098 | ↘8059 |